# Kolding Kommune (1970-2006)
Kolding Kommune i Vejle Amt blev dannet ved kommunalreformen i 1970. Ved strukturreformen i 2007 blev den udvidet til den nuværende Kolding Kommune ved indlemmelse af Lunderskov Kommune, Vamdrup Kommune, Vester Nebel Sogn i Egtved Kommune og det meste af Christiansfeld Kommune.

## Tidligere kommuner
Kolding havde været købstad, men det begreb mistede sin betydning med kommunalreformen. Inden reformen blev købstaden lagt sammen med en sognekommune:
| Kommune                | Folketal september 1965 | Byer                       |
| ---------------------- | ----------------------- | -------------------------- |
| Kolding                | 37.093                  | Kolding                    |
| Eltang-Sønder Vilstrup | 2.850                   | Lilballe (bydel i Kolding) |
| I alt                  | 39.943                  |                            |

Ved selve kommunalreformen blev 8 sognekommuner lagt sammen med Kolding Købstad til Kolding Kommune:
| Kommune              | Folketal 1. januar 1970 | Byer                                    |
| -------------------- | ----------------------- | --------------------------------------- |
| Kolding              | 39.561                  |                                         |
| Alminde              | 916                     | Almind                                  |
| Dalby                | 1.285                   | Dalby                                   |
| Harte-Nørre Bramdrup | 3.228                   | Harte og Bramdrupdam (bydele i Kolding) |
| Sønder Bjært         | 1.735                   | Sønder Bjert                            |
| Sønder Stenderup     | 935                     | Sønder Stenderup                        |
| Viuf                 | 747                     | Viuf                                    |
| Vonsild              | 1.287                   | Vonsild (bydel i Kolding)               |
| Seest                | 2.397                   | Seest                                   |
| I alt                | 51.694                  |                                         |

## Sogne
Kolding Kommune bestod af følgende sogne:
- Almind Sogn (Brusk Herred)
- Bramdrup Sogn (Brusk Herred)
- Brændkjær Sogn (Brusk Herred)
- Dalby Sogn (Nørre Tyrstrup Herred)
- Eltang Sogn (Brusk Herred)
- Harte Sogn (Brusk Herred)
- Nørre Bjert Sogn (Brusk Herred)
- Sankt Nicolai Sogn (Brusk Herred)
- Seest Sogn (Anst Herred)
- Sønder Bjert Sogn (Nørre Tyrstrup Herred)
- Sønder Stenderup Sogn (Nørre Tyrstrup Herred)
- Sønder Vilstrup Sogn (Brusk Herred)
- Viuf Sogn (Brusk Herred)
- Vonsild Sogn (Nørre Tyrstrup Herred)

## Politik

### Valg og Mandatfordeling
| 14 |  | 6 | 4 |

| 13 |  | 3 |  | 5 | 2 |

| 12 |  | 3 | 2 | 5 | 2 |

| 12 |  | 3 | 3 | 4 | 2 |

| 12 | 4 | 4 |  | 4 |

| 6 | 3 | 6 |  | 5 | 2 | 2 |

| 8 | 2 | 6 | 8 |  |

| 9 |  | 2 | 3 | 2 | 7 |  |

| 11 |  |  |  | 2 | 7 |  |  |

## Borgmestre[3]
| Navn                | Parti             | Periode   |
| ------------------- | ----------------- | --------- |
| Peter Ravn          | Socialdemokratiet | 1970-1978 |
| Bent Rasmussen      | Socialdemokratiet | 1978-1985 |
| Per Bødker Andersen | Socialdemokratiet | 1985-2006 |